# 21348 Toyoteru
21348 Toyoteru è un asteroide della fascia principale. Scoperto nel 1997, presenta un'orbita caratterizzata da un semiasse maggiore pari a 2,6223850 UA e da un'eccentricità di 0,0869018, inclinata di 15,02561° rispetto all'eclittica.